# Daichi Hashimoto
Daichi Hashimoto (橋本 真也 Hashimoto Daichi?) (13 de abril de 1992) es un luchador profesional japonés. Hashimoto es hijo del famoso luchador Shinya Hashimoto, y trabaja actualmente en la empresa fundada por su padre, Pro Wrestling ZERO1.

## Carrera
El mayor de los tres hijos de Shinya Hashimoto, Daichi creció rodeado de los deportes de combate. Desde muy joven, Daichi entrenó en kárate, y durante la secundaria, fue parte del club de artes marciales mixtas de su escuela, Blue Sky. Cuando su padre falleció en julio de 2005, Daichi decidió que quería ser luchador profesional como él.

### Pro Wrestling ZERO1 (2009-presente)
Daichi debutó en Pro Wrestling ZERO1 el 21 de septiembre de 2009 luchando contra Satoshi Kobayashi en una exhibición de kickboxing. Sin embargo, debido a que Hashimoto aún no había terminado su entrenamiento, no se convertiría en un miembro regular de la empresa hasta 2011.
En marzo de 2011, Hashimoto tuvo su debut en ZERO1 luchando contra uno de los grandes amigos de su padre, Masahiro Chono, bajo la mirada de otros dos, Keiji Muto y Shinjiro Otani. Tras el combate, que culminó con la victoria de Chono, Daichi recibió discursos de aliento por parte de los tres para el comienzo de su carrera, con Otani estableciéndose como su mentor; además, la misma noche, el también novato en la lucha libre profesional Yuichiro Nagashima irrumpió y anunció que sería el rival de Daichi. Tras ello, Daichi formó un equipo con su mentor Shinjiro Otani. Meses después, Daichi y Nagashima ambos se enfrentaron por primera vez en un combate, Hashimoto haciendo equipo con Otani y Nagashima con Akebono, con estos últimos saliendo victorioso. A pesar de ello, Nagashima se convirtió en un eventual tercer miembro del grupo, haciendo equipo más tarde con ellos para vencer a KAMIKAZE, Munenori Sawa & Ryoji Sai. En diciembre, Daichi hizo equipo con Akebono para competir en el torneo Furinkazan 2011, pero no consiguieron ganar, siendo derrotados por Masato Tanaka & Hayato Fujita.
El 1 de enero de 2012, Hashimoto ganó su primer combate individual, derrotando a Yoshikazu Yokoyama.

### Dragon Gate (2012)
En agosto de 2012, Daichi fue invitado a Dragon Gate por Masato Yoshino como el nuevo miembro del stable WORLD-1 International.

## En lucha
- Movimientos finales
  - Vertical drop DDT[5]
  - STF[2] - adoptado de Masahiro Chono

- Movimientos de firma
  - Jumping DDT - adoptado de Shinya Hashimoto
  - Running knee strike
  - Shining wizard[6]
  - Sleeper hold
  - Spinning legsweep
  - Varios tipos de kick:
    - Enzuigiri, a veces desde una posición elevada[6]
    - Drop,[6] a veces desde una posición elevada
    - High-angle spinning heel[2]
    - High-speed sole[6]
    - Múltiples stiff roundhouse al torso del oponente[6]
    - Múltiples stiff shoot al pecho del oponente[6]
    - Spin

  - Triangle choke[6] - adoptado de Shinya Hashimoto

- Apodos
  - "Hakai Ō Junior" (破壊王ジュニア Hakai Ō Junia?, El Rey de la Destrucción Junior)[1]
  - "Hakai Ōji" (破壊王子 Hakai Ōji?, El Príncipe de la Destrucción)[1]

## Campeonatos y logros
- Wrestling Observer Newsletter
  - WON Debutante del año (2011)

- Tokyo Sports Grand Prix
  - Principiante del año (2012)